# Карлотта Кейс Голл
Карлотта Кейс Голл (англ. Carlotta Case Hall; 1880–1949) — американська вчена, ботанік, професор університету, досліджувала папоротеподібні. Вона також є співавтором довідника про рослини Йосемітського національного парку.

## Життєпис
Карлотта Кейс Голл народилася 19 січня 1880 року у Кінгсвілл, Огайо. Вона вивчала ботаніку в Каліфорнійському університеті в Берклі, закінчила навчання у 1904 році з дипломом бакалавра. У 1910 році вона одружилася з ботаніком Гарві Монро Голлом, у 1916 році у них народилася донька Марта.
Карлотта Голл була колекціонером папоротеподібних та асистентом професора ботаніки в Каліфорнійському університеті в Берклі. Її публікації стосувалися папоротеподібних тихоокеанського узбережжя, разом зі своїм чоловіком написала ілюстрований довідник A Yosemite Nature: A Descriptive Account of the Ferns and Flowering Plants, Including the Trees, of the Yosemite National Park (1912). В довітнику описано понад 900 видів рослин.
Вона була членом Каліфорнійської академії наук та членом-кореспондентом кількох європейських наукових товариств. 
Вид каліфорнійської папороті Aspidotis carlotta-halliae названо на її честь.
Її статті, а також публікації її чоловіка та дочки зберігаються в Каліфорнійському університеті в Берклі.

## Окремі публікації
- "Notholaena copelandii, a Newly Recognized Species of the Mexican Texano Region". J. Am Fern 40 (2), 1950, 178-187.
- "A Pellaea of Baja California". J. Am. Fern 37 (4), 1947, 111-114.
- "Observations on Western Botrychiums". J. Am Fern 33 (4), 1943, 119-130.
- A Yosemite Nature: A Descriptive Account of the Ferns and Flowering Plants, Including the Trees, of the Yosemite National Park. P. Elder & Co. 1912 9у співаторстві із Harvey Monroe Hall).